# Grandes festas no judaísmo
Grandes festas é o período do judaísmo que se inicia no mês de Elul e que engloba Rosh Hashaná ("Ano novo judaico"), os dez dias de penitência (Aseret Yemei Teshuva), e que termina com a data do Yom Kipur. O termo Grandes festas não é uma tradução correta : este período é chamado atualmente de Yamim Noraim (Dias de Reverência ou Dias de Penitência do hebraico ימים נוראים).

## Véspera de Rosh Hashaná
O mês que precede Rosh Hashaná, Elul é designado como um mês de meditação e arrependimento onde há a preparação para o ano novo que irá se iniciar. O Salmo 27 é adicionado ao final das orações da manhã e da tarde, e o shofar é soado no final dos serviços nos dias da semana.

## Rosh Hashaná
Rosh Hashaná (ראש השנה cabeça do ano) é o nome do ano novo judaico no calendário judaico. É considerado um dia de reflexão.
O ano judaico se inicia em Setembro ou Outubro. Segundo a tradição judaica foi nessa data que Deus criou o mundo de Adão, o primeiro homem. Rosh Hashaná, da início a um período de julgamento para a humanidade, que termina em Yom Kippur, quando, segundo a tradução, Deus senta em seu trono e determina o destino de cada indivíduo no ano em que se inicia.

## Dez dias de arrependimento
Asseret Yemei Teshuvá ou Dez dias de arrependimento são os dez dias incluindo Rosh Hashaná, Yom Kipur e os dias entre eles. De acordo com a tradição, mesmo com a sentença divina tendo sido declarada em Rosh Hashaná, há possibilidade de arrependimento até o Yom Kipur quando a sentença é definida. Estes dez dias entre Rosh Hashaná e Yom Kipur são considerados dias nas quais procuram-se reparar os erros cometidos.

## Yom Kipur
Yom Kipur, o Dia do Perdão, é o último dia das festividades do ano-novo judaico e é considerada a  data mais importante dentro do judaísmo. Crê-se que nesta data é confirmada e selada a sentença de cada ser humano conforme decretada pelo Criador em Rosh Hashaná. Este dia costuma  ser um dia de introspecção e meditação onde os judeus se reúnem para uma confissão coletiva dos pecados.

## Referéncias
1. 1 2  Klein, Isaac, A Guide to Jewish Religious Practice, Ktav Publishing House, 1979, p 177-178
2. ↑  https://agenciabrasil.ebc.com.br/geral/noticia/2021-09/ano-novo-judaico-e-comemorado-hoje-partir-do-por-do-sol